# St. Veit an der Glan (distrito)
| St. Veit an der Glan                                      |                                          |
| Estado                                                    | Caríntia                                 |
| Capital                                                   | St. Veit an der Glan                     |
| Área                                                      | 1.493,67 km²                             |
| População                                                 | 56 798 habitantes (1 de janeiro de 2010) |
| Densidade                                                 | 38 hab./km²                              |
| Website                                                   | Site oficial                             |
| Localização de St. Veit an der Glan no estado de Caríntia |                                          |
|                                                           |                                          |

St. Veit an der Glan é um distrito da Áustria localizado no estado da Caríntia.

## Cidades e municípios
St. Veit an der Glan possui 20 municípios sendo quatro com estatuto de cidade (Stadtgemeinde) e nove com estatuto de mercado (Marktgemeide)
Cidades:
- Althofen
- Friesach
- St. Veit an der Glan
- Straßburg

Mercados:
- Brückl
- Eberstein
- Gurk
- Guttaring
- Hüttenberg
- Klein St. Paul
- Liebenfels
- Metnitz
- Weitensfeld im Gurktal

| Municípios: - Deutsch-Griffen - Frauenstein - Glödnitz - Kappel am Krappfeld - Micheldorf - Mölbling - St. Georgen am Längsee |